# Carl Ernst Fürst Fugger von Glött

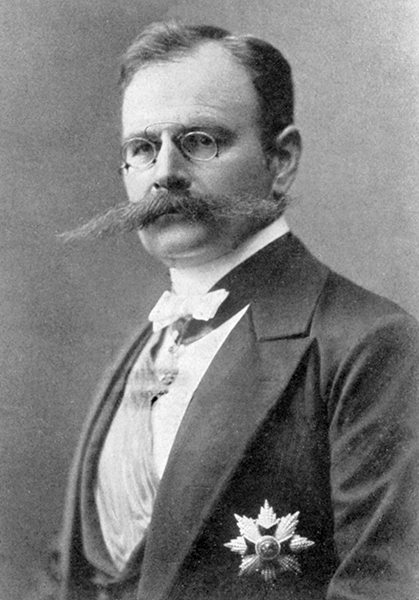
Carl Ernst Fürst Fugger von Glött 1909 im Alter von 50 Jahren

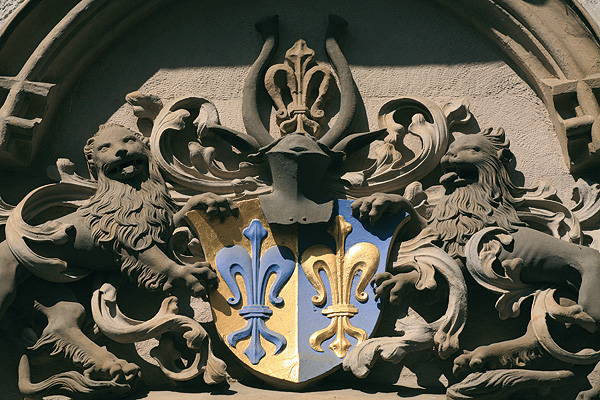
Wappen Fugger von der Lilie

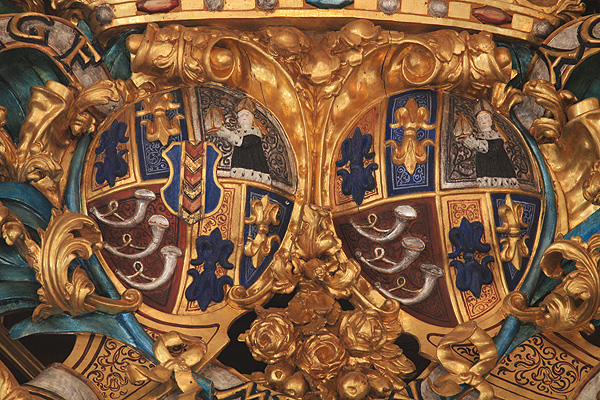
Wappen Fugger Glött

Graf Carl Ernst Maria Fidel Alfred Anton Fugger von Glött, ab 1914: Fürst Fugger von Glött (* 2. Juli 1859 in Oberndorf am Lech, Schloss Oberndorf; † 25. April 1940 in Kirchheim in Schwaben) entstammt dem Adelsgeschlecht der Fugger, aus der Linie Fugger von der Lilie. Er war Jurist, Kronoberstmarschall und Präsident der Bayerischen Kammer der Reichsräte des Königreichs Bayern. Zudem war er Herr von Kirchheim in Schwaben, Herr von Oberndorf und Graf von Kirchberg und Weißenhorn.

## Leben
Carl Ernst Fürst Fugger von Glött war das älteste von sieben Kindern und einer von vier Söhnen von  Ernst Graf Fugger von Glött, Herr zu Oberndorf und Herr zu Kirchheim (14. August 1821–11. Februar 1885), und Maria Luise Alexandra, Freiin von Künsberg (5. Juni 1834–9. Oktober 1901). 
Er besuchte die Ordensinternate in Metten und Feldkirch/Vorarlberg und studierte Rechtswissenschaften an den Universitäten München, Würzburg und Erlangen. Als Jurist war er tätig am Amtsgericht in Donauwörth, an den Landgerichten Passau und Bamberg und am Bezirksamt Lindau am Bodensee. Er heiratete am 1. November 1891 in Moss bei Lindau (Bodensee) die Tochter von Graf Friedrich zu Moos, Elisabeth Gräfin von Quadt-Wykradt-Isny (11. September 1862–16. August 1940). Mit ihr hatte er drei Kinder: Anna Friederike Elisabeth Maria, Gräfin Fugger von Glött (10. Februar 1893–25. Dezember 1962), Maria Gräfin Fugger von Glött (29. April 1894–13. März 1935) und Joseph-Ernst Fugger von Glött (26. Oktober 1895–13. Mai 1981).
Er war von 2. Oktober 1891 bis 1918 als erblicher (ehem. reichsständischer) Reichsrat Mitglied der Bayerischen Kammer der Reichsräte und von 1911 bis zum Ende des  Königreichs Bayern 1918 Präsident der Reichsräte der Krone Bayerns. Zusammen mit Graf Georg von Hertling und Graf Maximilian von Soden-Fraunhofen hatte er entscheidenden Anteil an der Proklamation Ludwigs III. zum König. Am 18. Januar 1914 wurde er wegen seiner Verdienste um das Königreich Bayern in den erblichen Fürstenstand erhoben.
Als überzeugter Katholik führte er den Wappenspruch „Gott und Maria“. Für sein karitatives Wirken wurde ihm 1901 von Papst Leo XIII. das Großkreuz des Gregoriusordens verliehen. Er war seit 1904 Ehrenbürger des Marktes Kirchheim in Schwaben wegen seiner karitativen und kulturellen Verdienste, v. a. um das Schulwesen. Auch an der Durchsetzung der Bahnstrecke Pfaffenhausen–Kirchheim hatte er großen Anteil.
Am 9. Mai 1918 wurde er zum Kronoberstmarschall ernannt. Dieses Amt konnte er jedoch wegen des Endes der Monarchie durch die Novemberrevolution nur bis zum November 1918 bekleiden.
Von 1922 bis 1938 war er Aufsichtsratsmitglied der Bayerischen Hypotheken- und Wechselbank. Von 1931 bis 1938 hatte er das Amt des Aufsichtsratsvorsitzenden inne.
Carl Ernst Fürst Fugger von Glött verstarb am 25. April 1940 in Kirchheim in Schwaben und ist dort auch begraben.